# Kreisgericht Alzey
Das Kreisgericht Alzey war ein Kreisgericht in der Provinz Rheinhessen, dem Gebiet des Großherzogtums Hessen, in dem französisches Recht und die französische Gerichtsverfassung galten.

## Gründung
Das Kreisgericht Alzey entstand, als 1836 der Gerichtsbezirk des Kreisgerichts Mainz geteilt wurde. Begründet wurde das mit einer besseren Erreichbarkeit der Gerichte für Rechtssuchende. Von den 12 Friedensgerichtsbezirken der Provinz Rheinhessen wurden dem neuen Kreisgericht Alzey dabei sechs zugeteilt:
- Friedensgericht Alzey
- Friedensgericht Oppenheim
- Friedensgericht Osthofen
- Friedensgericht Pfeddersheim
- Friedensgericht Wöllstein
- Friedensgericht Worms

## Weitere Entwicklung
1852 wurde das Gericht in „Bezirksgericht Alzey“ umbenannt, ohne dass sich sonst etwas änderte.

## Ende
Mit dem Gerichtsverfassungsgesetz von 1877 wurden Organisation und Bezeichnungen der Gerichte reichsweit vereinheitlicht. Zum 1. Oktober 1879 hob das Großherzogtum Hessen deshalb das Bezirksgericht Alzey auf. Funktional ersetzt wurde es durch das Landgericht Mainz, dass für beide ehemaligen Kreisgerichtsbezirke, Mainz und Alzey, zuständig wurde.

## Richter
sortiert nach Eintrittsjahr
- Eduard Lehne (1840–1850)
- Jakob Finger (1851–1854)
- Wilhelm Mohrmann (1851–1854/1860)
- Friedrich Franz Conradi (1871–1879)